# Ramzi Boukhiam
Ramzi Boukhiam (en amazighe : ⵕⴰⵎⵣⵉ ⴱⵓⵅⵢⴰⵎ), né le 14 septembre 1993 à Agadir, est un surfeur marocain.
Il est né d'un père marocain et d'une mère néerlandaise. 

## Carrière
Ramzi Boukhiam remporte le Pro Anglet en 2017 et le Lacanau Pro en 2018.
Il est l'un des deux surfeurs africains participant aux Jeux olympiques d'été de 2020, avec la Sud-Africaine Bianca Buitendag.
Le 14 juillet 2021, il est nommé porte-drapeau de la délégation marocaine aux Jeux olympiques d'été de 2020 à Tokyo par le Comité national olympique marocain, avec la boxeuse Oumaïma Bel Ahbib.